# Synogdoa
Synogdoa is een geslacht van vlinders van de familie spinneruilen (Erebidae), uit de onderfamilie Lymantriinae.

## Soorten
- S. burgessi Collenette, 1957
- S. chionobosca Collenette, 1960
- S. miltophleba Collenette, 1960
- S. nesiotica Collenette, 1933
- S. simplex Aurivillius, 1904